# Зашто Банат пече ракију од леба
„Зашто Банат пече ракију од леба” је југословенски кратки ТВ филм из 1981. године. Режирао га је Миљенко Дерета а сценарио је написао Зоран Петровић.

## Улоге
| Глумац         | Улога |
| -------------- | ----- |
| Мирослав Жужић |       |